# Feu de Velas (arrière)
Le feu de Velas (arrière) est un phare situé sur l'Ermitage de Notre-Dame de Livramento dans la municipalité de Velas, sur la côte nord-ouest de l'île de São Jorge (Archipel des Açores - Portugal).
Il est géré par l'autorité maritime nationale du Portugal à Oeiras (Grand Lisbonne) .

## Histoire
Le feu de Velas, est un feu à occultations rouge, d'un éclat chaque période de 6 secondes, émettant à une hauteur de 50 m au-dessus du niveau de la mer.
Ce feu arrière d'entrée de port est situé sur le toit de l'Ermitage de Notre-Dame de Livramento, sur le côté ouest du port de Velas. Il se trouve à 8 mètres de haut, à côté de la croix sommitale de pierre noire de basalte

Identifiant : ARLHS : AZO... ; PT-... - Amirauté : D2682.5 - NGA : 23464 .
|                  |
| Le port de Velas |

### Lien connexe
- Liste des phares des Açores